# Mount Sterling (Illinois)
Mount Sterling est le siège du comté de Brown, dans l'Illinois, aux États-Unis.